# Parecer
Parecer é o pronunciamento por escrito de uma opinião técnica que deve ser assinado e datado, deve conter o nome e o registro do profissional, emitido por um especialista (por exemplo, advogado, contador, médico, engenheiro ou psicólogo) sobre determinada situação que exija conhecimentos técnicos. Ao emissor de um parecer, dá-se o nome de parecerista. 
O parecer deve ser sustentado em bases confiáveis e escrito com o objetivo de esclarecer, interpretar e explicar certos fatos para um interlocutor que não é tão especializado quanto o parecerista, de preferência usando como referências artigos científicos comprovados ou leis que expliquem sua opinião.
Difere do laudo pericial por não ser necessariamente requisitado por um juiz e por ter um modelo mais simples de regras para sua elaboração. Tende a ser mais informal para facilitar a compreensão do consultante.